# Triton X-100

Structuur van Triton X-100

Triton X-100 is een ongeladen, oppervlakteactieve stof die gebruikt wordt als detergens en emulgator. De verbinding bestaat uit een lange hydrofiele keten van polyethyleenglycol (gemiddeld 9–10 PEG-eenheden), en een hydrofobe aromatische koolwaterstofgroep. Het koolwaterstofdeel bestaat uit een iso-octaan-fenylgroep. Triton X-100 wordt in laboratoria veel gebruikt als een niet-denaturerend detergens om cellen te lyseren, membranen en organellen in oplossing te brengen, cellen te permeabiliseren, en om virusmateriaal te inactiveren.
Triton X-100 was oorspronkelijk een geregistreerd handelsmerk van Rohm & Haas, een Amerikaans chemieconcern. Dit bedrijf werd in 2009 overgenomen door Dow Chemical. Het Europees Agentschap voor chemische stoffen heeft Triton op de lijst gezet van zeer zorgwekkende stoffen. Het is autorisatieplichtig en wordt in diverse toepassingsgebieden uitgefaseerd.